# Углян (Преко)
Углян (хорв. Ugljan) — населений пункт у Хорватії, в Задарській жупанії у складі громади Преко.

## Населення
Населення за даними перепису 2011 року становило 1278 осіб.
Динаміка чисельності населення поселення:

## Клімат
Середня річна температура становить 15,60 °C, середня максимальна – 26,70 °C, а середня мінімальна – 4,04 °C. Середня річна кількість опадів – 851 мм.
| Клімат поселення                              | Клімат поселення | Клімат поселення | Клімат поселення | Клімат поселення | Клімат поселення | Клімат поселення | Клімат поселення | Клімат поселення | Клімат поселення | Клімат поселення | Клімат поселення | Клімат поселення | Клімат поселення |
| Показник                                      | Січ.             | Лют.             | Бер.             | Квіт.            | Трав.            | Черв.            | Лип.             | Серп.            | Вер.             | Жовт.            | Лист.            | Груд.            |                  |
| Середній максимум, °C                         | 12,44            | 12,48            | 14,04            | 17,16            | 22,22            | 26,34            | 26,70            | 26,46            | 22,24            | 19,06            | 14,94            | 11,82            |                  |
| Середня температура, °C                       | 8,24             | 8,28             | 9,80             | 12,96            | 18,00            | 22,12            | 24,48            | 24,26            | 20,02            | 16,82            | 12,70            | 9,60             |                  |
| Середній мінімум, °C                          | 4,04             | 4,06             | 5,56             | 8,76             | 13,78            | 17,90            | 22,26            | 22,00            | 17,82            | 14,62            | 10,48            | 7,34             |                  |
| Норма опадів, мм                              | 72               | 60               | 63               | 67               | 63               | 53               | 30               | 49               | 97               | 104              | 102              | 91               |                  |
| Середньомісячна швидкість вітру, м/с          | 2.90             | 3.06             | 3.20             | 3.10             | 2.68             | 2.50             | 2.50             | 2.40             | 2.60             | 2.70             | 3.32             | 3.20             |                  |
| Середньомісячна сонячна радіація, кДж/м²·день | 5004             | 7787             | 11429            | 16336            | 20689            | 22841            | 24557            | 21237            | 15652            | 10030            | 5410             | 4267             |                  |
| --------------------------------------------- | ---------------- | ---------------- | ---------------- | ---------------- | ---------------- | ---------------- | ---------------- | ---------------- | ---------------- | ---------------- | ---------------- | ---------------- | ---------------- |
| Джерело:                                      |                  |                  |                  |                  |                  |                  |                  |                  |                  |                  |                  |                  |                  |